# Libertair, Direct, Democratisch
Libertair, Direct, Democratisch (LDD) és un partit polític flamenc fundat el 2007 pel senador del VLD, Jean-Marie Dedecker, després del judici de 2006 oper l'afer del Think tank Cassandra, també influït per la Llista Pim Fortuyn. Inicialment el partit polític tenia el nom de Lijst Dedecker. Reclama més independència per a Flandes, un govern més eficient, menys imposició fiscal, limitar els beneficis les empreses, abolició dels impediments per a nous partits polítics a Bèlgica i més lluita contra el crim. També s'oposa al cordó sanitari per a evitar que el partit d'extrema dreta Vlaams Belang arribi al poder, al·legant que és inútil i antidemocràtic, encara que alguns l'acusen de treure-li vots. A les eleccions legislatives belgues de 2007 va obtenir 5 diputats i 1 senador. Es rumoreja que es planteja treure un partit semblant a Valònia.